# Indonesische presidentsverkiezingen 2009
De presidentsverkiezingen in Indonesië in 2009 werden gehouden op 8 juli 2009. Bij de verkiezingen ging het tussen de zittende president Susilo Bambang Yudhoyono, oud-president Megawati Soekarnoputri en de zittende vicepresident Jusuf Kalla. Yudhoyono won met overmacht de eerste ronde, en werd zo herkozen voor een tweede termijn zonder dat een tweede ronde van de verkiezingen nodig was.

## Achtergrond
Dit waren de tweede verkiezingen in Indonesië waarbij de president rechtstreeks werd gekozen, na die die van 2004. Toen had Susilo Bambang Yudhoyono (SBY) in de tweede ronde de zittende president Megawati Soekarnoputri verslagen. Aan het begin van 2009 kondigde vicepresident Jusuf Kalla aan dat hij niet opnieuw 'running mate' van SBY zou zijn, maar dat hij graag presidentskandidaat wilde worden namens zijn eigen partij Golkar. Andere mogelijke kandidaten voor het presidentschap waren sultan van Jogjakarta Hamengkubuwono X, oud-president Abdurrahman Wahid, oud-voorzitter van het parlement Akbar Tandjung en oud-gouverneur van Jakarta Sutiyoso.
Op basis van de nieuwe wet op de presidentsverkiezingen (Wet 42 van het jaar 2008) konden alleen kandidaten voorgesteld worden door partijen of coalities van partijen met ten minste 25% van de stemmen bij de parlementsverkiezingen van april 2009 of ten minste 20% van de zetels in het parlement.
De kandidatuur van Susilo Bambang Yudhoyono van de Democratische Partij werd gesteund door de Partij voor Rechtvaardigheid en Welvaart (PKS), de Nationale Mandaatpartij (PAN), de Verenigde Ontwikkelingspartij (PPP), de Partij van het Nationale Ontwaken (PKB) en enkele partijen zonder zetels waaronder de Maan en Ster-partij (PBB) en Indonesische Partij voor Rechtvaardigheid en Eenheid (PKPI). De partij Golkar, nog wel onderdeel van het eerste kabinet van SBY, nam geen deel meer aan de coalitie omdat ze nu hun eigen kandidaat hadden.
In april besloten nagenoeg alle andere partijen samen te werken tegen SBY. Er werd echter geen overeenstemming bereikt over de presidentskandidaat, en uiteindelijk brak deze coalitie op in een groep achter Megawati Soekarnoputri en een groep achter Jusuf Kalla. Wel werd er afgesproken dat als een van deze kandidaten het in een tweede ronde zou moeten opnemen tegen SBY, alle partijen zich achter deze kandidaat zouden scharen.

## Kandidaten
| Nr. | Kandidaten voor presidentschap en vicepresidentschap | Kandidaten voor presidentschap en vicepresidentschap | Partijen | Partijen |
| --- | ---------------------------------------------------- | ---------------------------------------------------- | -------- | --- |
| 1   |                                                      | Megawati Soekarnoputri Prabowo Subianto              |          | Strijdende Indonesische Democratische Partij (PDI-P) Gerindra |
| 2   |                                                      | Susilo Bambang Yudhoyono Boediono                    |          | Democratische Partij Partij voor Rechtvaardigheid en Welvaart (PKS) Nationale Mandaatpartij (PAN) Verenigde Ontwikkelingspartij (PPP) Partij van het Nationale Ontwaken (PKB) |
| 3   |                                                      | Jusuf Kalla Wiranto                                  |          | Golkar Partij Geweten van het Volk (Hanura) |

## Uitslag
De eerste ronde van de verkiezingen werd met een absolute meerderheid gewonnen door Susilo Bambang Yudhoyono van de Democratische Partij, waardoor een tweede ronde niet nodig bleek.
| Nr. | Kandidaat | Kandidaat                | Aantal stemmen | Percentage |
| --- | --------- | ------------------------ | -------------- | ---------- |
| 1.  |           | Megawati Soekarnoputri   | 32.548.105     | 26,79%     |
| 2.  |           | Susilo Bambang Yudhoyono | 73.874.562     | 60,80%     |
| 3.  |           | Jusuf Kalla              | 15.081.814     | 12,41%     |

## Vervolg
Susilo Bambang Yudhoyono werd op 20 oktober 2009 ingezworen voor zijn tweede termijn als de 6e president van Indonesië, en Boediono werd de 11e vicepresident. Zij stelden vervolgens het Verenigd Indonesië-kabinet II samen. Naast de Democratische Partij van Yudhoyono waren ook de Partij van het Nationale Ontwaken (PKB), Verenigde Ontwikkelingspartij (PPP), Nationale Mandaatpartij (PAN) en Partij voor Rechtvaardigheid en Welvaart (PKS) onderdeel van de coalitie, en ook Golkar van verliezend presidentskandidaat Jusuf Kalla sloot zich hier weer bij aan.